# Q2K
Q2K es el octavo álbum de la banda de Metal progresivo, Queensrÿche lanzado por la discográfica Atlantic Records en 1999.
Es el primer y único disco con el guitarrista Kelly Gray, quien formó parte del grupo Myth, junto al vocalista Geoff Tate a principios de la década de 1980.
Gray ofició asimismo de productor del álbum.
"Breakdown" fue el primer sencillo lanzado a la venta de este trabajo.
En cuanto a sonido, muestra un giro hacia el rock neoprogresivo, manteniendo este sonido durante un lanzamiento más.

## Lista de canciones
1. "Falling Down" – 4:28
2. "Sacred Ground" – 4:12
3. "One Life" – 4:48
4. "When the Rain Comes" – 5:05
5. "How Could I?" – 3:44
6. "Beside You" – 5:14
7. "Liquid Sky" – 4:53
8. "Breakdown" – 4:11
9. "Burning Man" – 3:42
10. "Wot Kinda Man" – 3:15
11. "The Right Side of My Mind" – 5:51

### Bonus tracks
- El álbum fue relanzado el 24 de agosto de 2006 con los siguientes bonus

tracks.
1. "Until There Was You" – 4:06
2. "Howl" – 4:05
3. "Sacred Ground" (live) – 4:23
4. "Breakdown" (edit) – 3:11

## Videos
"The Right Side of My Mind" fue el primer video lanzado desde Promised Land.

## Créditos
- Geoff Tate - vocalista
- Kelly Gray - guitarra
- Michael Wilton - guitarra
- Eddie Jackson - bajo, guitarra
- Scott Rockenfield - batería